# Pyrausta flavibrunnealis
Pyrausta flavibrunnealis là một loài bướm đêm trong họ Crambidae.